# Aptesis flavifaciator
Aptesis flavifaciator là một loài tò vò trong họ Ichneumonidae.